# Zaria Simone
Zaria Simone, simplement dite Zaria, née le 25 avril 1996, est une actrice américaine. 

## Carrière
En été 2021, elle est annoncée au casting de Pretty Little Liars: Original Sin au côté de Bailee Madison, c’est la quatrième série de la franchise Pretty Little Liars. Elle y incarne Faran, l'un des rôles principaux,.

## Filmographie

### Télévision
- 2019 : Black-ish : Sasha
- 2021 : Arrête Papa, tu me fais honte ! : Courtney
- 2021 : Millennial Jenny : Alexis
- 2022 : Bosch : Legacy : Jen Clewell
- 2022 : Pretty Little Liars: Original Sin : Faran (rôle principal)

### Court-métrage
- 2020 : Two Distant Strangers : Perri